# Aegialia concinna
Aegialia concinna е вид насекомо от семейство Aegialiidae. Видът е световно застрашен, със статут Уязвим.

## Разпространение
Разпространен е в САЩ.